# 木村公乃助
木村 公乃助（きむら こうのすけ、1910年6月7日 - 1961年10月9日）は元幕内行司である。
粂川部屋、時津風部屋、中村部屋に所属。愛媛県出身。本名は在間滝夫。

## 概要
1923年春場所で大坂相撲で初土俵を踏む。1927年東西合併により上京。1941年1月場所に十両格に昇進し、1950年1月場所には幕内格に昇進した。翌5月場所には3代目木村重政を襲名するが、1954年1月場所から木村校之助に改名した。
当時の行司としてはどっしりとした体型が特徴的で、また、かなりのダミ声で知られた。
1958年7月場所に幕内格筆頭まで昇進し、木村幸之助と字を改める。平幕時代の大鵬の取り組みなどを裁くが、晩年は休場がちとなり、1961年1月場所には木村正信（のちの24代式守伊之助）に番付を抜かれる。1961年5月場所から木村公乃助と再び字を改めるが、その僅か2場所後の1961年9月場所後、現役のまま死去。51歳。